# Sawa (herb szlachecki)
Sawa – polsko-włoski herb szlachecki z nobilitacji,

## Opis herbu
Herb nieznany.

## Najwcześniejsze wzmianki
Nadany w 1569 mieszczaninowi lwowskiemu Sawie Greczynowi.

## Herbowni
Herb ten był herbem własnym, więc przysługiwał tylko jednemu rodowi herbownych:
Sawa.